# Emnambithi-Ladysmith

Gemeindegebiet bis 2016

Wappen der Gemeinde

Emnambithi-Ladysmith (englisch Emnambithi-Ladysmith Local Municipality) war eine Gemeinde im südafrikanischen Distrikt Uthukela in der Provinz KwaZulu-Natal. Der Verwaltungssitz der Gemeinde befand sich in der Stadt Ladysmith. M. V. Madlala war der letzte Bürgermeister. Der ANC stellte zuletzt die Mehrheit im Gemeinderat.
Der Gemeindename ist der isiZulu-Begriff für alles, was geschmackvoll ist (nambitheka). König Shaka (1785–1828) besuchte regelmäßig die verschiedenen Clans in seinem Königreich. Während eines dieser Besuche trank er Wasser vom Klipfluss und fand es süß. 2011 hatte die Gemeinde 237.437 Einwohner. Sie deckte ein Gebiet von 2965 Quadratkilometern ab.

## Geografie
Die Gemeinde grenzte im Norden an die Provinz Freistaat und die Distrikte Amajuba und Umzinyathi. Nördlich von Emnambithi-Ladysmith lag die Gemeinde Indaka, mit der sie 2016 zur Gemeinde Alfred Duma zusammengelegt wurde, und südlich die spätere Gemeinde Inkosi Langalibalele und Okhahlamba.
Die wichtigsten Orte in der Gemeinde waren Ladysmith, Colenso und Van Reenen.

## Wirtschaft
Ladysmith war das wirtschaftliche Zentrum der Gemeinde, sowohl für die landwirtschaftlichen Betriebe als auch als Einkaufsstadt. Der Bankensektor war gut ausgebaut und eine Fertigungsindustrie hatte sich angesiedelt. Die Landwirtschaft hatte gute Voraussetzungen. Es wurden Mais und Gemüse angebaut und Viehzucht betrieben. Die Nationalstraße N11 führte durch das Gemeindegebiet, die N3 war nur wenig entfernt. Die wachsende Tourismusbranche profitierte vom Transitverkehr durch die Gemeinde.

## Tourismus

### Sehenswürdigkeiten
- Historische Schlachtfelder, darunter das der Schlacht von Platrand/Wagon Hill
- All Saints Church, eine Kirche aus dem Jahr 1902
- Emnambithi/Ladysmith Cultural Centre, Heimat der Ladysmith Black Mambazo.
- Der Umbulwane („Kleiner Berg“), von dessen Gipfel die Burentruppen im Zweiten Burenkrieg die Stadt überblicken konnten
- Spioenkop Dam
- Spioenkop Nature Reserve[3]

### Museen
- Town Hall Museum: Ausstellungen zur Geschichte von Ladysmith
- Moth Museum: Memorabilien aus verschiedenen Kriegen
- Siege Museum[3]